# VfL Oberbieber
Der Verein für Leibesübungen Oberbieber e.V. ist ein im Jahr 1881 gegründeter, deutscher Sportverein, mit Sitz im Stadtteil Oberbieber der rheinland-pfälzischen Stadt Neuwied im gleichnamigen Landkreis.

## Geschichte

### Fußball

#### Nachkriegszeit
Die erste Fußball-Mannschaft stieg zur Saison 1950/51 in die zu dieser Zeit zweitklassige Landesliga Rheinland auf. Mit 25:35 Punkten in der Staffel Nord gelang am Ende der Saison auch ganz knapp der Klassenerhalt. Zur nächsten Saison wurde die Liga dann drittklassig und am Ende der Spielzeit auch in die nun eingleisige Amateurliga Rheinland umgewandelt. Für diese qualifizierten sich nur die fünf ersten Vereine der Staffel Nord, mit 27:33 Punkten und dem zehnten Platz reichte die Leistung des VfL jedoch nicht, womit der Verein in die vierte Spielklasse absteigen musste.

#### Heutige Zeit
In der Saison 2002/03 spielte der Verein als SG Oberbieber zusammen mit dem VfL Wied Niederbieber/Segendorf in der Bezirksliga Rheinland, musste bedingt durch eine Strukturreform der Spielklassen am Ende der Saison über den neunten Platz in die Kreisliga A absteigen. Mit 70 Punkten gelang hier jedoch auch sofort die Meisterschaft und damit der direkte Wiederaufstieg. Zurück in der Bezirksliga konnte man sich jedoch nicht länger als eine Spielzeit halten, mit 36 Punkten musste man über den 13. Platz direkt wieder runter.
Zur Saison 2005/06 wurde die Spielgemeinschaft dann wieder aufgelöst. Mit 63 Punkten gelingt hier nun alleine auch ein weiteres Mal die Meisterschaft inklusive direktem Wiederaufstieg. Diesmal konnte man die Spielklasse jedoch halten und platzierte sich mit 42 Punkten auf dem sechsten Platz sogar in der oberen Tabellenhälfte. Nach der Saison 2008/09 war die Laufbahn in der Bezirksliga mit 28 Punkten über den 14. Platz erst einmal wieder erneut vorbei und die Mannschaft musste wieder in die Kreisliga A absteigen. Der Aufstieg sollte nun jedoch erst einmal nicht mehr gelingen, nach der Spielzeit 2011/12 kam es dann sogar noch schlimmer und die Mannschaft stieg mit 14 Punkten über den 13. Platz, dann sogar noch weiter in die Kreisliga B ab. Hier gelang dann schließlich nach der Saison 2015/16 die Meisterschaft und damit auch wieder die Rückkehr in die Kreisliga A. Hier spielt der Verein auch bis heute.